# تیری ماکون انلوگا
تیری ماکون انلوگا (انگلیسی: Thierry Makon Nloga؛ زادهٔ ۹ اکتبر ۱۹۹۳) بازیکن فوتبال اهل کامرون است.
از باشگاه‌هایی که در آن بازی کرده است می‌توان به باشگاه فوتبال اسپرانس تونس و باشگاه فوتبال هایدوک اسپلیت اشاره کرد.
وی همچنین در تیم ملی فوتبال کامرون بازی کرده است.